# قانون إعادة تنظيم جامو وكشمير 2019

تُبرز هذه الخريطة الحدود الجديدة لأراضي الاتحاد. تظهر أراضي الاتحاد في جامو وكشمير باللون الأحمر، ويظهر إقليم الاتحاد في لداخ باللون الأصفر.

قانون إعادة تنظيم جامو وكشمير عام 2019 هو قانون أقره البرلمان الهندي في 31 أكتوبر 2019. وهو يقلّص من وضع إقليم جامو وكشمير من ولاية إلى منطقتين يتم إدارتهما اتحادياً وهما: «جامو وكمشير» و« لداخ».
قدم وزير الداخلية الهندي أميت شاه مشروع القانون إلى مجلس الشيوخ في البرلمان الهندي، راجيا سبها، في 5 أغسطس 2019. وقد تم تمرير مشروع القانون في راجيا سبها في 5 أغسطس 2019، وتم تمريره في لوك سبها في 6 أغسطس 2019. وقد وافق عليه رئيس الهند في 9 أغسطس 2019. وسبق تقديم مشروع القانون إصدار مرسوم رئاسي يُلغي المادة 370، ويعلن بأن جميع أحكام الدستور الهندي ستنطبق على جامو وكشمير. وقد مكن ذلك البرلمان الهندي من سن مشروع قانون لإعادة تنظيم الدولة.

## الخلفية
عندما أصدر البرلمان البريطاني قانون استقلال الهند في عام 1947 الذي أنهى الاستعمار البريطاني، تمتعت الولايات الأميرية بحق الاختيار بين الانضمام إلى الهند أو إلى باكستان. فيكون انضمامهم وفقا لرغبة السكان، فتنضم الولايات ذات الغالبية المسلمة إلى باكستان، وتنضم الولايات ذات الغالبية الهندوسية إلى الهند. لكن على رغم من ان كشمير كانت ذات غالبية مسلمة وقت اتفاق التقسيم، اختار وقتها حاكم كشمير الهندوسي، بعد وقت من التردد، الانضمام إلى الهند ذات الأغلبية الهندوسية متجاهلا رغبة الأغلبية المسلمة بالانضمام إلى باكستان.
ونظراً إلى أن مسلمو كشمير كانوا يفضلون الاستقلال أو الانضمام لباكستان ذات الأغلبية المسلمة، حاول الزعماء الهندوس إلى إضفاء الشرعية على القرار التعسفي للحاكم الهندوسي عبر إجراء محادثات دستورية تمنح إقليم كشمير (إلى جانب مناطق من جامو ولداخ، التابعتين تاريخياً للولاية الأميرية) «وضعاً خاصاً» داخل الاتحاد الهندي.
فمنح الدستور الهندي في المادة 370 وضعا خاصا لولاية كشمير وجامو، مما يتيح لها الحصول على دستور منفصل وعلم دولة والاستقلال الذاتي في الإدارة الداخلية للدولة. ولا يمكن لشعوب الدول الأخرى في الهند شراء الأراضي أو الممتلكات في جامو وكشمير.

## قانون إعادة التنظيم
يخفض مشروع قانون إعادة تنظيم جامو وكشمير وضعية المنطقة من ولاية إلى منطقتين تخضعان للإدارة الاتحادية: «جامو وكمشير» و«لداخ». ومن المقرر أن يظل لجامو وكشمير مجلس تشريعي خاص، بينما لن يكون الأمر نفسه للداخ، حيث سيتم إدارة لداخ من قبل ملازم الرئيس بمفرده. وسيضم إقليم اتحاد لداخ مقاطعتي ليه وكارجيل. وتبقى جميع المناطق الأخرى في جامو وكشمير.
ومن بين المقاعد الستة المخصصة لولاية جامو وكشمير، سيتم تخصيص مقعد للداخ، وسيظل الخمسة الباقون لإقليم الاتحاد في جامو وكشمير. وستعمل المحكمة العليا لجامو وكشمير كمحكمة عليا لكلا الإقليمين.
وتم القرار ان تكون إدارة إقليم الاتحاد في جامو وكشمير وفقًا للمادة 239 من دستور الهند. المادة 239أي، هي وضعت أساساً لإقليم الاتحاد في بودوتشيري، وهي سوف تنطبق أيضا على جامو وكشمير.
وسيدير إقليم الاتحاد ملازم الرئيس ويعينه رئيس الهند. وسيكون له جمعية تشريعية تتألف من 107 إلى 114 عضوًا، وتكون مدة عضويتهم خمس سنوات. يجوز للجمعية التشريعية سن قوانين لأي من الأمور المدرجة في «قائمة الولاية» باستثناء النظام العام والشرطة.

## التشريع
قدم وزير الداخلية الهندي أميت شاه مشروع القانون إلى مجلس الشيوخ في البرلمان الهندي، راجيا سبها، في 5 أغسطس 2019.
وسبق تقديم مشروع القانون مرسوم رئاسي، الغى المادة 370 من الدستور الهندي وحل محل المرسوم الرئاسي لعام 1954، كي يتم تطبيق جميع أحكام الدستور الهندي على جامو وكشمير. وكان في قرار 1954 شرطًا في المادة 3 من الدستور الهندي، ينص على أن الاتحاد لن يحق له ان يغير منطقة واسم وحدود ولاية جامو وكشمير. مهد إلغاء القرار الطريق لتقديم مشروع قانون إعادة التنظيم.

### راجيا سبها
تسبب مشروع القانون في حدوث فوضى في راجيا سبها. مزق عضوان من حزب جامو وكشمير الشعبي الديمقراطي (PDP) نسخة من الدستور الهندي احتجاجًا على مشروع القانون، وتم تعليقهما من مجلس النواب. انسحب 13 عضواً من مؤتمر ترينامول من مجلس النواب؛ وقاطع 6 أعضاء من حزب جنتا دال (يونايتد) (المتحالف مع حزب بهاراتيا جاناتا الحاكم) التصويت.
بينما حصل مشروع القانون على دعم حزب بهوجان ساماج، وحزب المؤتمر يسر، وحزب تيلوغو ديسام وحزب عام آدمي.
ثم تمت الموافقة على مشروع القانون من قبل رجيا سبها مع 125 صوتا مؤيدا و61 صوتا معارضا.

### لوك سابها
تم تقديم مشروع القانون في مجلس النواب بالبرلمان الهندي، لوك سابها، في 6 أغسطس 2019.
انسحب مؤتمر ترينامول لعموم الهند وجنتا دال (يونايتد) من لوك سابها، وعارض المؤتمر الوطني الهندي، وحزب المؤتمر الوطني وحزب ساماجوادي مشروع القانون؛ في حين أيده حزب بهاراتيا جاناتا، وشيف سينا، وبيجو جاناتا دال، وحزب المؤتمر يسر، وتيلانجانا راشترا ساميثي، وحزب تيلوغو ديسام، وشروماني أكالي دال، وحزب بهوجان ساماج.
تمت الموافقة على مشروع القانون من قبل لوك سبها في 6 أغسطس 2019 مع 370 صوتا مؤيدا و70 صوتا معارضا.

### الموافقة والنشر
وافق رئيس الهند على مشروع القانون في 9 أغسطس 2019، وتم نشره لاحقًا في الجريدة الرسمية للهند. ونص الإعلان المنشور في نفس اليوم على أن القانون يدخل حيز التنفيذ في 31 أكتوبر 2019.

## حصار كشمير
تزامنا مع اتخاذ القرار، فرضت السلطات الهندية إجراءات مشددة في كشمير شملت نشر 35000 من القوات الأمن والقوات شبه العسكرية فيها، وحظر التجمعات العامة، وإغلاق المدارس، وقطع الإنترنت والهاتف. وقد أبلغت السائحين، المحليين والأجانب، بمغادرة جامو وكشمير. كما تم وضع رئيسي الوزراء السابقين لحكومة جامو وكشمير عمر عبد الله ومحبوبة مفتي تحت الإقامة الجبرية.
وجاء إعلان وزير الداخلية الهندي أميت شاه بقرار إلغاء الحكم الذاتي لكشمير دون موافقة المجلس التشريعي للولاية، بعد ساعات من تعليق السلطات خدمات الاتصالات، من الهاتف والإنترنت، في الساعات الأولى من اليوم.